# Atalanta Bergamasca Calcio 1999-2000
Questa voce raccoglie le informazioni riguardanti l'Atalanta Bergamasca Calcio nelle competizioni ufficiali della stagione 1999-2000.

## Stagione

Il numero dieci Nicola Caccia, alla sua terza e ultima stagione a Bergamo, è tra i protagonisti del ritorno in Serie A con 16 gol.

Nella stagione a cavallo del secolo 1999-2000, dopo la precedente annata, nella quale la promozione era sfuggita all'ultima giornata, la società decide di affidare l'undici nerazzurro a Giovanni Vavassori, tecnico della squadra Primavera.
Il nuovo allenatore detta ferree regole e punta decisamente sui giovani provenienti dal vivaio, ottenendo subito ottimi risultati, vincendo cinque delle prime sei partite. L'andamento positivo subisce un lieve rallentamento nella fase centrale del torneo, per riprendere definitivamente nella fase cruciale del campionato. Il calcio espresso suscita grandi entusiasmi nella piazza bergamasca, anche grazie all'ottimo mix tra giocatori giovani e pieni di entusiasmo (i vari Zauri, Bellini, Lorenzi e i gemelli Zenoni) e quelli più esperti (Caccia, Carrera, Nappi e Doni su tutti).
La stagione si conclude al secondo posto con 63 punti, a pari merito con Brescia e Napoli, dietro al Vicenza capoclassifica a quota 67, e conseguente promozione in Serie A per tutte e quattro. Sugli scudi due marcatori atalantini, con 23 reti il centravanti Nicola Caccia e con 17 gol stagionali il centrocampista Cristiano Doni.
Anche il cammino in Coppa Italia è positivo: i nerazzurri eliminano infatti nella fase preliminare a gironi la Cremonese, la Pistoiese e il Chievo, quindi nel secondo turno il Torino; negli ottavi all'Atalanta spetta il Milan, sconfitto all'andata (3-2, con una doppietta di Marco Nappi a tempo scaduto) ma poi capace di ribaltare seccamente le sorti del doppio confronto, rifilando un netto 3-0 nella gara di ritorno che decreta l'eliminazione dei bergamaschi dalla competizione nazionale.

## Organigramma societario
Area direttiva
- Presidente: Ivan Ruggeri
- Vice presidenti: Bruno Ruggeri
- Amministratore delegato: Aldo Piceni
- Direttore generale: Giacomo Randazzo

Area organizzativa
- Segretario generale: Carlo Valenti

Area tecnica
- Direttore sportivo: Emiliano Mascetti
- Collaboratori tecnici: Gabriele Messina
- Allenatore: Giovanni Vavassori
- Vice allenatore: Alessandro Tirloni
- Preparatori atletico: Marco Rota
- Preparatore dei portieri: Nello Malizia

Area sanitaria
- Coord. sanitario: Amedeo Amadeo
- Medico sociale: Agostino Sammarco
- Massaggiatori: Gianmario Gerenzani e Giancarlo Colombo

## Rosa

Il neoacquisto Marco Nappi è l'autore, l'11 giugno 2000 contro il Cesena, del gol-promozione.

| N. |                       | Ruolo | Calciatore          |
| -- | --------------------- | ----- | ------------------- |
| 1  | Italia (bandiera)     | P     | Alberto Fontana     |
| 2  | Italia (bandiera)     | D     | Fabio Rustico       |
| 3  | Italia (bandiera)     | D     | Pierre Regonesi     |
| 4  | Italia (bandiera)     | C     | Giovanni Piacentini |
| 5  | Jugoslavia (bandiera) | C     | Ljubiša Dunđerski   |
| 6  | Italia (bandiera)     | C     | Fabio Gallo         |
| 7  | Italia (bandiera)     | A     | Marco Nappi         |
| 8  | Italia (bandiera)     | C     | Luciano Zauri       |
| 9  | Italia (bandiera)     | A     | Fausto Rossini      |
| 10 | Italia (bandiera)     | A     | Nicola Caccia       |
| 11 | Argentina (bandiera)  | A     | Claudio Caniggia    |
| 12 | Italia (bandiera)     | P     | Davide Pinato       |
| 13 | Italia (bandiera)     | D     | Cesare Natali       |
| 15 | Italia (bandiera)     | D     | Stefano Lorenzi     |
| 16 | Italia (bandiera)     | D     | Danilo Zini         |
| 17 | Italia (bandiera)     | C     | Alex Pinardi        |
| 18 | Italia (bandiera)     | C     | Giacomo Banchelli   |
| 18 | Slovenia (bandiera)   | D     | Robert Englaro      |

| N. |                            | Ruolo | Calciatore                 |
| -- | -------------------------- | ----- | -------------------------- |
| 19 | Italia (bandiera)          | D     | Damiano Zenoni             |
| 20 | Italia (bandiera)          | D     | Massimo Carrera (capitano) |
| 21 | Italia (bandiera)          | A     | Corrado Colombo            |
| 22 | Italia (bandiera)          | P     | Matteo Gritti              |
| 23 | Italia (bandiera)          | C     | Massimo Orlando            |
| 24 | Italia (bandiera)          | D     | Sebastiano Siviglia        |
| 25 | Italia (bandiera)          | A     | Alessandro Pontarollo      |
| 26 | Italia (bandiera)          | C     | Cristian Zenoni            |
| 27 | Italia (bandiera)          | C     | Cristiano Doni             |
| 28 | Italia (bandiera)          | C     | Luca Cavalli               |
| 29 | Italia (bandiera)          | C     | Massimo Donati             |
| 30 | Italia (bandiera)          | D     | Gianpaolo Bellini          |
| 31 | Italia (bandiera)          | C     | Filippo Carobbio           |
| 33 | Italia (bandiera)          | A     | Michele Cossato            |
| 34 | Rep. Dominicana (bandiera) | C     | Vinicio Espinal            |
| 35 | Rep. Dominicana (bandiera) | C     | José Espinal               |
| 36 | Brasile (bandiera)         | A     | Piá                        |

## Risultati

### Serie B

#### Girone di andata
| Arbitro: | Pin (Conegliano) |

|  |           |               |
|  | Marcatori | 31’ Dunđerski |

| Arbitro: | Fausti (Milano) |

|                             |           |                      |
| Caccia 30’, 40’ (rig.), 52’ | Marcatori | 57’ Pizzi 90+1’ Toni |

| Arbitro: | Preschern (Mestre) |

|             |           |                                     |
| Murgita 44’ | Marcatori | 1’ Caccia 60’ Lorenzi 63’ D. Zenoni |

| Arbitro: | Bonfrisco (Monza) |

|          |           |  |
| Doni 68’ | Marcatori |  |

| Arbitro: | Treossi (Forlì) |

|              |           |            |
| Artico 45+1’ | Marcatori | 11’ Caccia |

| Arbitro: | Rosetti (Torino) |

|                                  |           |             |
| Carrera 14’ Caccia 30’ Nappi 73’ | Marcatori | 93’ Palumbo |

| Arbitro: | Castellani (Verona) |

|            |           |  |
| Vasari 56’ | Marcatori |  |

| Arbitro: | Gabriele (Frosinone) |

|                                               |           |              |
| Scugugia 4’ (aut.) Doni 15’ Caccia 36’ (rig.) | Marcatori | 40’ Fioretti |

| Arbitro: | Bazzoli (Merano) |

|          |           |  |
| Topic 5’ | Marcatori |  |

| Brescia 7 novembre 1999 10ª giornata | Brescia             | 0 – 0 | Atalanta | Stadio Mario Rigamonti\| Arbitro: \| P. Rossi (Ciampino) \| |
| Arbitro:                             | P. Rossi (Ciampino) |       |          |                                                             |

| Arbitro: | Bertini (Arezzo) |

|                             |           |  |
| Caccia 22’ Bolic 35’ (aut.) | Marcatori |  |

| Arbitro: | Cesari (Genova) |

|                                                      |           |                                |
| Bernardini 30’ (rig.) Bucchi 36’, 56’, 71’ Luiso 54’ | Marcatori | 2’ (rig.), 50’ Doni 80’ Caccia |

| Arbitro: | Cassarà (Palermo) |

|            |           |  |
| Caccia 85’ | Marcatori |  |

| Arbitro: | Branzoni (Pavia) |

|  |           |               |
|  | Marcatori | 25’ Marazzina |

| Empoli 10 dicembre 1999 15ª giornata | Empoli          | 0 – 0 | Atalanta | Stadio Carlo Castellani\| Arbitro: \| Fausti (Milano) \| |
| Arbitro:                             | Fausti (Milano) |       |          |                                                          |

| Arbitro: | Bertini (Arezzo) |

|           |           |  |
| Nappi 52’ | Marcatori |  |

| Arbitro: | Borriello (Mantova) |

|            |           |  |
| Fanesi 84’ | Marcatori |  |

| Arbitro: | Serena (Bassano del Grappa) |

|                                                   |           |              |
| Doni 1’ (rig.), 40’ Porchia 44’ (aut.) Caccia 67’ | Marcatori | 63’ Biancone |

| Arbitro: | Bonfrisco (Monza) |

|          |           |          |
| Taldo 5’ | Marcatori | 25’ Doni |

#### Girone di ritorno
| Arbitro: | Guiducci (Arezzo) |

|              |           |              |
| Caniggia 18’ | Marcatori | 80’ Biagioni |

| Arbitro: | Borriello (Mantova) |

|                         |           |                   |
| Bortoluzzi 17’ Toni 70’ | Marcatori | 90+3’ (rig.) Doni |

| Arbitro: | Castellani (Verona) |

|          |           |  |
| Doni 20’ | Marcatori |  |

| Arbitro: | Cesari (Genova) |

|              |           |  |
| Stellone 10’ | Marcatori |  |

| Arbitro: | Bertini (Arezzo) |

|            |           |                        |
| Caccia 51’ | Marcatori | 28’ Cordone 43’ Artico |

| Arbitro: | Serena (Bassano del Grappa) |

|  |           |               |
|  | Marcatori | 36’ D. Zenoni |

| Arbitro: | Farina (Novi Ligure) |

|                                         |           |                                      |
| Caccia 47’ Pinardi 87’ F. Rossini 90+3’ | Marcatori | 4’ Vergassola 55’ Dionigi 74’ Doriva |

| Pistoia 19 marzo 2000 27ª giornata | Pistoiese                              | 0 – 0 | Atalanta | Stadio Comunale\| Arbitro: \| Pellegrino (Barcellona Pozzo di Gotto) \| |
| Arbitro:                           | Pellegrino (Barcellona Pozzo di Gotto) |       |          |                                                                         |

| Arbitro: | Preschern (Mestre) |

|                                   |           |             |
| Doni 19’ D. Zenoni 39’ Caccia 46’ | Marcatori | 81’ Ambrosi |

| Arbitro: | Braschi (Prato) |

|          |           |            |
| Doni 39’ | Marcatori | 86’ Hubner |

| Arbitro: | Borriello (Mantova) |

|  |           |          |
|  | Marcatori | 48’ Doni |

| Arbitro: | Borriello (Mantova) |

|          |           |  |
| Doni 33’ | Marcatori |  |

| Arbitro: | N. Ayroldi (Molfetta) |

|                             |           |            |
| S. Rossini 84’ Torrente 87’ | Marcatori | 27’ Caccia |

| Arbitro: | Rodomonti (Teramo) |

|               |           |               |
| Marazzina 72’ | Marcatori | 21’ Dunđerski |

| Arbitro: | Rosetti (Torino) |

|            |           |                       |
| Caccia 47’ | Marcatori | 42’ (rig.) Cappellini |

| Bergamo 21 maggio 2000 35ª giornata | Alzano Virescit     | 0 – 0 | Atalanta | Stadio Atleti Azzurri d'Italia\| Arbitro: \| Borriello (Mantova) \| |
| Arbitro:                            | Borriello (Mantova) |       |          |                                                                     |

| Arbitro: | Serena (Bassano del Grappa) |

|                                                           |           |  |
| F. Rossini 27’ Donati 47’ Pinardi 62’ (rig.) Siviglia 86’ | Marcatori |  |

| Arbitro: | Saccani (Mantova) |

|                        |           |                     |
| Ghirardello 89’ (rig.) | Marcatori | 44’ Caccia 84’ Doni |

| Arbitro: | Rosetti (Torino) |

|           |           |             |
| Nappi 23’ | Marcatori | 22’ Superbi |

### Coppa Italia

#### Fase a gironi
| Arbitro: | Saccani (Mantova) |

|                     |           |             |
| Nappi 2’ Caccia 21’ | Marcatori | 24’ Zanetti |

| Arbitro: | Collina (Viareggio) |

|  |           |                     |
|  | Marcatori | 7’, 62’, 78’ Caccia |

| Arbitro: | Rosetti (Torino) |

|                    |           |  |
| Caccia 3’ Doni 57’ | Marcatori |  |

| Verona 25 agosto 1999 4ª giornata | Chievo           | 0 – 0 | Atalanta | Stadio Marcantonio Bentegodi\| Arbitro: \| Bertini (Arezzo) \| |
| Arbitro:                          | Bertini (Arezzo) |       |          |                                                                |

| Cremona 1º settembre 1999 5ª giornata | Cremonese           | 0 – 0 | Atalanta | Stadio Giovanni Zini\| Arbitro: \| Borriello (Mantova) \| |
| Arbitro:                              | Borriello (Mantova) |       |          |                                                           |

| Arbitro: | Guiducci (Arezzo) |

|                                      |           |  |
| Caniggia 17’ Colombo 45’ Bellini 81’ | Marcatori |  |

#### Fase a eliminazione diretta
| Arbitri: | Cesari (Genova) Collina (Viareggio) |

|                                    |           |            |
| D. Zenoni 48’ Doni 59’, 65’ (rig.) | Marcatori | 3’ Lentini |

| Arbitri: | Rodomonti (Teramo) De Santis (Tivoli) |

|                           |           |           |
| Artistico 27’ Lentini 47’ | Marcatori | 31’ Nappi |

| Arbitri: | Trentalange (Torino) Cesari (Genova) |

|                             |           |                           |
| Caccia 70’ Nappi 88’, 90+1’ | Marcatori | 14’ Ševčenko 67’ Leonardo |

| Arbitri: | Treossi (Forlì) Rodomonti (Teramo) |

|                                        |           |  |
| Bierhoff 40’ Guglielminpietro 53’, 65’ | Marcatori |  |

## Statistiche

### Statistiche di squadra
| Competizione | Punti | In casa | In casa | In casa | In casa | In casa | In casa | In trasferta | In trasferta | In trasferta | In trasferta | In trasferta | In trasferta | Totale | Totale | Totale | Totale | Totale | Totale | DR  |
| Competizione | Punti | G       | V       | N       | P       | Gf      | Gs      | G            | V            | N            | P            | Gf           | Gs           | G      | V      | N      | P      | Gf     | Gs     | DR  |
| ------------ | ----- | ------- | ------- | ------- | ------- | ------- | ------- | ------------ | ------------ | ------------ | ------------ | ------------ | ------------ | ------ | ------ | ------ | ------ | ------ | ------ | --- |
| Serie B      | 63    | 19      | 12      | 5       | 2       | 35      | 16      | 19           | 5            | 7            | 7            | 16           | 18           | 38     | 17     | 12     | 9      | 51     | 34     | +17 |
| Coppa Italia |       | 5       | 5       | 0       | 0       | 13      | 4       | 5            | 1            | 2            | 2            | 4            | 5            | 10     | 6      | 2      | 2      | 17     | 9      | +8  |

### Statistiche dei giocatori
| Giocatore     | Serie B  | Serie B | Serie B     | Serie B    | Coppa Italia | Coppa Italia | Coppa Italia | Coppa Italia | Totale   | Totale | Totale      | Totale     |
| Giocatore     | Presenze | Reti    | Ammonizioni | Espulsioni | Presenze     | Reti         | Ammonizioni  | Espulsioni   | Presenze | Reti   | Ammonizioni | Espulsioni |
| ------------- | -------- | ------- | ----------- | ---------- | ------------ | ------------ | ------------ | ------------ | -------- | ------ | ----------- | ---------- |
| G. Banchelli  | 0        | 0       | 0           | 0          | 1            | 0            | ?            | ?            | 1        | 0      | 0+          | 0+         |
| G. Bellini    | 20       | 0       | ?           | ?          | 7            | 1            | ?            | ?            | 27       | 1      | ?           | ?          |
| N. Caccia     | 36       | 16      | ?           | ?          | 7            | 6            | ?            | ?            | 43       | 22     | ?           | ?          |
| C. Caniggia   | 17       | 1       | ?           | ?          | 3            | 1            | ?            | ?            | 20       | 2      | ?           | ?          |
| F. Carobbio   | 0        | 0       | 0           | 0          | 2            | 0            | ?            | ?            | 2        | 0      | 0+          | 0+         |
| M. Carrera    | 35       | 1       | ?           | ?          | 8            | 0            | ?            | ?            | 43       | 1      | ?           | ?          |
| L. Cavalli    | 0        | 0       | 0           | 0          | 5            | 0            | ?            | ?            | 5        | 0      | 0+          | 0+         |
| C. Colombo    | 0        | 0       | 0           | 0          | 5            | 1            | ?            | ?            | 5        | 1      | 0+          | 0+         |
| M. Cossato    | 4        | 0       | ?           | ?          | 1            | 0            | ?            | ?            | 5        | 0      | ?           | ?          |
| M. Donati     | 20       | 1       | ?           | ?          | 5            | 0            | ?            | ?            | 25       | 1      | ?           | ?          |
| C. Doni       | 35       | 14      | ?           | ?          | 6            | 3            | ?            | ?            | 41       | 17     | ?           | ?          |
| L. Dunđerski  | 28       | 2       | ?           | ?          | 5            | 0            | ?            | ?            | 33       | 2      | ?           | ?          |
| R. Englaro    | 0        | 0       | 0           | 0          | 0            | 0            | 0            | 0            | 0        | 0      | 0           | 0          |
| V. Espinal    | 2        | 0       | ?           | ?          | 1            | 0            | ?            | ?            | 3        | 0      | ?           | ?          |
| A. Fontana    | 37       | 0       | ?           | ?          | 6            | 0            | ?            | ?            | 43       | 0      | ?           | ?          |
| F. Gallo      | 30       | 0       | ?           | ?          | 7            | 0            | ?            | ?            | 37       | 0      | ?           | ?          |
| S. Lorenzi    | 17       | 1       | ?           | ?          | 5            | 0            | ?            | ?            | 22       | 1      | ?           | ?          |
| M. Nappi      | 33       | 3       | ?           | ?          | 7            | 4            | ?            | ?            | 40       | 7      | ?           | ?          |
| C. Natali     | 1        | 0       | ?           | ?          | 2            | 0            | ?            | ?            | 3        | 0      | ?           | ?          |
| M. Orlando    | 0        | 0       | 0           | 0          | 1            | 0            | ?            | ?            | 1        | 0      | 0+          | 0+         |
| Piá           | 0        | 0       | 0           | 0          | 1            | 0            | ?            | ?            | 1        | 0      | 0+          | 0+         |
| G. Piacentini | 1        | 0       | ?           | ?          | 3            | 0            | ?            | ?            | 4        | 0      | ?           | ?          |
| I. Pelizzoli  | 0        | 0       | 0           | 0          | 0            | 0            | 0            | 0            | 0        | 0      | 0           | 0          |
| A. Pinardi    | 14       | 2       | ?           | ?          | 5            | 0            | ?            | ?            | 19       | 2      | ?           | ?          |
| D. Pinato     | 1        | 0       | ?           | ?          | 4            | 0            | ?            | ?            | 5        | 0      | ?           | ?          |
| A. Pontarollo | 1        | 0       | ?           | ?          | 3            | 0            | ?            | ?            | 4        | 0      | ?           | ?          |
| P. Regonesi   | 5        | 0       | ?           | ?          | 4            | 0            | ?            | ?            | 9        | 0      | ?           | ?          |
| F. Rossini    | 23       | 2       | ?           | ?          | 2            | 0            | ?            | ?            | 25       | 2      | ?           | ?          |
| F. Rustico    | 12       | 0       | ?           | ?          | 2            | 0            | ?            | ?            | 14       | 0      | ?           | ?          |
| S. Siviglia   | 30       | 1       | ?           | ?          | 7            | 0            | ?            | ?            | 37       | 1      | ?           | ?          |
| L. Zauri      | 32       | 0       | ?           | ?          | 4            | 0            | ?            | ?            | 36       | 0      | ?           | ?          |
| C. Zenoni     | 36       | 0       | ?           | ?          | 8            | 0            | ?            | ?            | 44       | 0      | ?           | ?          |
| D. Zenoni     | 37       | 3       | ?           | ?          | 7            | 1            | ?            | ?            | 44       | 4      | ?           | ?          |
| D. Zini       | 4        | 0       | ?           | ?          | 3            | 0            | ?            | ?            | 7        | 0      | ?           | ?          |